# Plaine de Caen
 (septembre 2020).
Si vous disposez d'ouvrages ou d'articles de référence ou si vous connaissez des sites web de qualité traitant du thème abordé ici, merci de compléter l'article en donnant les références utiles à sa vérifiabilité et en les liant à la section « Notes et références ».

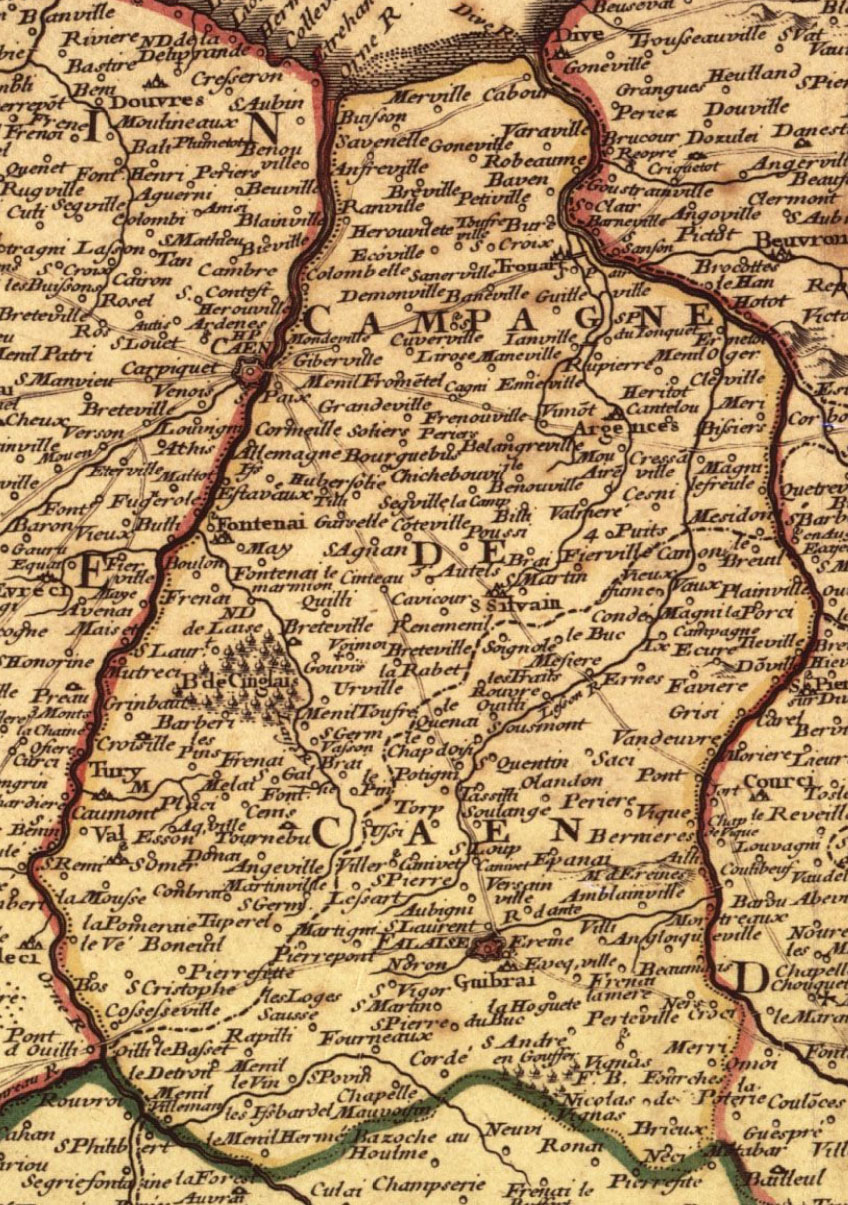
Carte de la campagne de Caen, 1716

La plaine de Caen ou campagne de Caen  située en Normandie est bordée par le pays d'Auge à l'est, le Bessin à l'ouest, le pays d'Houlme au sud et par la Manche au nord, la Suisse normande dans sa partie sud-ouest et la campagne de Falaise au sud-est.
Autrefois comprise dans le Bessin, la plaine de Caen est considérée par l'INSEE comme formant une région agricole homogène.
La disparition des haies bocagères dans le Bessin oriental est à l'origine de cette campagne qui n'a vraiment pris son existence géographique que tardivement. 
On ne la mentionne que depuis le XIXe siècle.
Le mot champagne et sa forme normande désignait autrefois dans la France d'oïl des terroirs plats et crayeux ou calcaires. 
La campagne de Caen correspond grosso modo à l'ancien pays des Viducasses, peuple gaulois existant bien avant la fondation de la ville de Caen.
La plaine de Caen est une terre vouée principalement à l'agriculture (en particulier les cultures céréalières) en raison du fauchage des haies depuis le remembrement[Quand ?]. Elle est peu à peu gagnée par l'urbanisation et la rurbanisation, avec le développement de l'aire urbaine de Caen et la création de nombreuses zones pavillonnaires.